# ESET NOD32
ESET NOD32 안티바이러스(ESET NOD32 Antivirus) 또는 간단히 NOD32는 슬로바키아의 기업 ESET가 개발한 바이러스 방역 소프트웨어이다. ESET NOD32 안티바이러스는 두 가지 에디션으로 판매된다: 홈 에디션, 비즈니스 에디션. 비즈니스 에디션은 ESET Remote Administrator를 추가하고 있어서 서버 디플로이 및 관리, 위협 서명 데이터베이스 업데이트 미러링, 마이크로소프트 윈도우 서버 운영 체제에 설치하는 기능 등을 제공한다.

## 역사

### NOD32
NOD32에서 NOD는 Nemocnica na Okraji Disku의 준말이며 이는 디스크 끝의 병원(Hospital at the End of the Disk)을 의미하며, 체코슬로바키아의 의학 드라마 시리즈 Hospital at the End of the City에 관련된 말장난이다. NOD32의 최초 버전은 NOD-ICE이며 도스 기반 프로그램이었다. 당시 컴퓨터 바이러스들이 도스 구동 PC에 점차 확산되기 시작한 1987년 당시 Miroslav Trnka와 Peter Paško가 개발하였다. 운영 체제의 제한(다중작업 부재)으로 인해 실시간 보호 등 현 버전에서 제공되는 기능 대부분을 제공하지 못했다. 바이러스 검사와 청소 기능 외에 휴리스틱 분석 기능만 추가되었다. 윈도우 환경의 점차 대중화되고 32비트 CPU가 등장하며 PC 시장이 점차 인터넷으로 이동 됨에 따라 완전히 다른 바이러스 예방 접근이 필요해졌다. 그러므로 오리지널 프로그램은 다시 작성되었고 이전 버전에서의 급격한 변화 및 Win32 시스템 호환성을 강조하기 위해 'NOD32'라는 이름을 붙였다.

## 같이 보기
- 바이러스 검사 소프트웨어
- 바이러스 검사 소프트웨어 비교